# Вознесенське намісництво
Вознесе́нське намі́сництво (рос. Вознесенское наместничество) — адміністративно-територіальна одиниця в Російській імперії в 1795–1796 роках. Адміністративний центр — Новомиргород (до 1796), Вознесенськ (з 1796). Створене 13 червня 1795 року на основі трьох повітів Катеринославського намісництва. Складалося з 12 повітів. 12 грудня 1796 року розподілене між Новоросійською, Подільською та Київською губерніями

## Повіти
1. Вознесенський повіт
2. Богопільський повіт
3. Катеринопільський повіт
4. Єленський повіт
5. Єлизаветградський повіт, з 1795 року з Катеринославського намісництва
6. Новомиргородський повіт, з 1795 року з Катеринославського намісництва
7. Ольгопільський повіт
8. Тираспільський повіт
9. Уманський повіт
10. Херсонський повіт з 1795 року з Катеринославського намісництва
11. Черкаський повіт
12. Чигиринський повіт

## Історія
Вознесенське намісництво було утворене 13 червня 1795 року з трьох повітів Катеринославського намісництва: Єлисаветградського, Новомиргородського та Херсонського. До намісництва приєднано українські землі, що їх Росія придбала на правому березі Дніпра, до лінії Черкас на півночі. Згодом намісництво складалося з 12 повітів.
Адміністративним центром намісництва в 1795 році був тимчасово Новомиргород, а в 1796 році — спеціально побудоване біля містечка Соколи на річці Південний Буг місто Вознесенськ. Намісником був князь Платон Зубов.
За указом Павла I 12 грудня 1796 року всі намісництва, в тому числі і Вознесенське, були скасовані і території Вознесенського намісництва увійшли до новостворених Новоросійської,Подільської та Київської губерній.